# Capnocytophaga canimorsus
Capnocytophaga canimorsus es una bacteria Gram negativa que causa una enfermedad zoonótica, especialmente en pacientes esplenectomizados (con extirpación del bazo). La bacteria es parte de la flora normal de las encías de perros y gatos. La enfermedad cursa con sepsis potencialmente fulminante por asociación a coagulación intravascular diseminada.

## Tratamiento
Por lo general el tratamiento es posible con antibióticos y la administración de proteína C o plasmaféresis en casos más severos.
- Datos: Q310984